# The Three Musketeers (film 1960)
The Three Musketeers è un film per la televisione del 1960.
È un film d'avventura statunitense con John Colicos, Patricia Cutts, Vincent Price e Thayer David. È basato sul romanzo del 1844 I tre moschettieri di Alexandre Dumas (padre).

## Distribuzione
Il film fu trasmesso negli Stati Uniti il 30 novembre 1960 sulla rete televisiva CBS.